# اور (مجارستان)
اور (به مجاری: Őr) یک منطقهٔ مسکونی در مجارستان است که در سابولچ-ساتمار-برگ واقع شده‌است. اور ۱۷٫۷۸ کیلومتر مربع مساحت و ۱٬۳۸۰ نفر جمعیت دارد.